# Animals (album)
Animals je desáté studiové album anglické skupiny Pink Floyd. Bylo vydáno v lednu 1977 (viz 1977 v hudbě), v britském žebříčku prodejnosti se umístilo nejlépe na druhém místě. Jedná se o koncepční album, které je založeno na příběhu z novely Farma zvířat od George Orwella.

## Popis alba a jeho historie
Animals je po autorské stránce téměř celé dílem baskytaristy, zpěváka, textaře a tehdejšího hlavního frontmana skupiny Rogera Waterse. Zpěvák a kytarista David Gilmour, kterému se v té době narodil potomek a byl tedy značně rozptýlen, se autorsky podílel jen na skladbě „Dogs“, autorský podíl klávesisty Ricka Wrighta je nulový (ačkoliv přispěl k celkovému aranžmá a ve dvou skladbách hraje sólo). Na Animals se nachází celkem pět skladeb, album otevírají a uzavírají dvě části akustické písně „Pigs on the Wing“, mezi nimi se nacházejí tři dlouhé skladby „Dogs“, „Pigs“ a „Sheep“.
Skladba „Dogs“ se původně jmenovala „You Gotta Be Crazy“, „Sheep“ byla na koncertech hrána pod názvem „Raving and Drolling“. Obě vznikly již v roce 1974 společně se „Shine On You Crazy Diamond“ a původně měly být zařazeny na album Wish You Were Here. Skladby „Pigs (Three Different Ones)“ a „Pigs on the Wing“ vznikly později, už speciálně pro koncepci alba Animals. V období nahrávaní Animals docházelo k prvním náznakům vznikajícího napětí mezi členy skupiny.
Koncepce alba je inspirována Farmou zvířat od George Orwella. Každá ze tří hlavních skladeb odráží víru v třídní systém, který je v kapitalistické společnosti. Skladby jsou o třech druzích zvířat, které mají lidské vlastnosti podobně jako ve zmíněné knize:
- Psi („Dogs“): o bezohledných megalomanských byznysmenech (tzv. vyšší střední vrstvě), kteří při svém konci stáhnou na dno i ostatní okolo sebe.
- Prasata („Pigs“): o politicích a názorotvorných vrstvách, vlastnících obrovských korporací (o nejvyšších vrstvách) částečně reprezentovaných Mary Whitehousovou, která se v době tvorby alba velmi snažila vzhledem k silnému politickému podtextu tvorby cenzurovat produkci vydavatelství Pink Floyd Music.
- Ovce („Sheep“): o všech ostatních, kteří nespadají do výše vyjmenovaných kategorií. Pracující třídě, která respektuje politiky a management slepě a bez vlastních myšlenek.

Tyto tři skladby jsou ohraničeny dvěma částmi Watersovy skladby „Pigs on the Wing“, kterou věnoval své tehdejší manželce Caroline. Obě dvě části jsou v kontrastu s nenávistně laděnými skladbami uprostřed alba, jakoby chtěly naznačit myšlenku, že jejich téma a spojitost dokáže pomoci překonat naznačené rozdíly.

### Obal alba

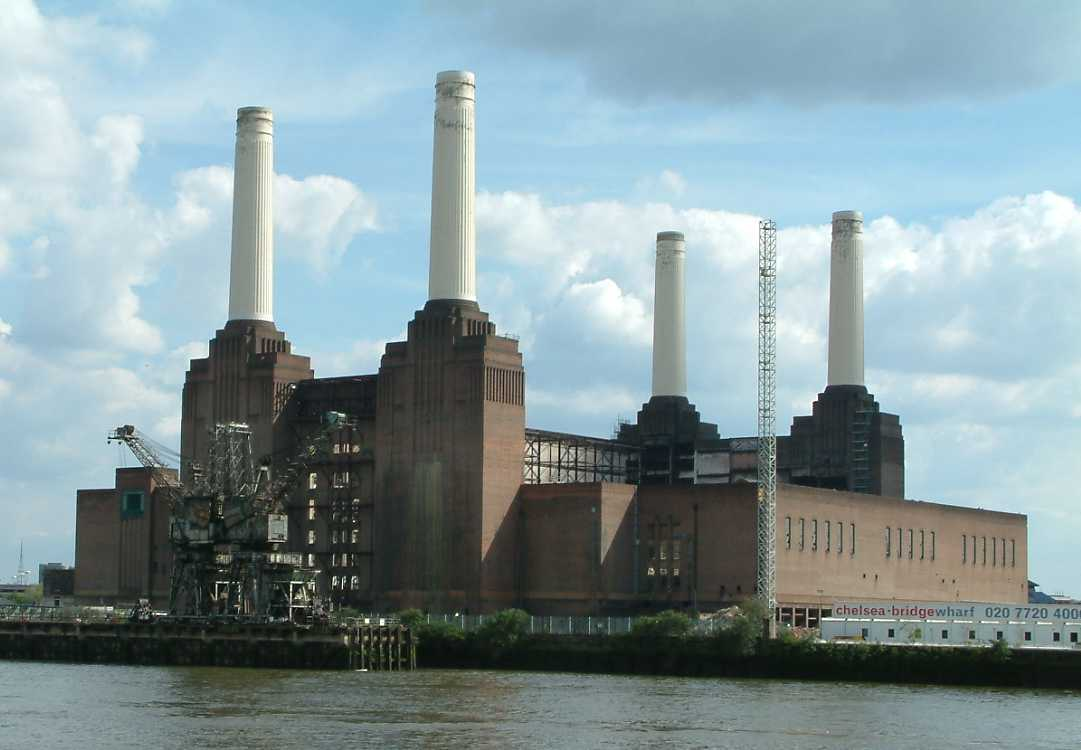
Pohled na elektrárnu Battersea, mezi jejímiž komíny se vznášelo nafukovací prase

Obal navrhl Storm Thorgerson ze skupiny Hipgnosis. Zobrazuje londýnskou elektrárnu Battersea se vznášejícím se prasetem.
Obrovské nafukovací prase naplněné heliem bylo skutečně vypuštěno a třikrát vyfoceno nad elektrárnou. První den měli pro případ, kdyby prase uletělo, k dispozici odstřelovače. Thorgenson jej považoval jen za pojistku a na druhý den fotografování (3. prosince 1976) ho už nepřizval. V tento den ale nevydržela kotvící lana a prase uletělo, kvůli čemuž musel být pozastaven provoz na letišti Heathrow. Prase nakonec bez většího poškození přistálo asi 50 km od Londýna. Po opravě bylo nad elektrárnu vypuštěno i třetí den.
S výslednými fotografiemi ale autoři nebyli spokojení. Modrá obloha z třetího dne nebyla vhodná a tak se nakonec rozhodli pro koláž fotografií elektrárny se zamračenou oblohou z prvního dne a prasete z dne třetího.

## Vydávání alba a jeho umístění
Album Animals vyšlo 23. ledna 1977 ve Spojeném království a 2. února téhož roku v USA. I když bylo v USA relativně úspěšné (dosáhlo třetí příčky v žebříčku Billboard 200), ze strany kritiky bylo bráno za určité zklamání vzhledem k úrovni předchozích alb skupiny. V amerických žebříčcích se album udrželo pouze šest měsíců. V Británii dosáhlo v žebříčku druhého místa.
Animals vyšlo i na tzv. osmistopé kazetě (8-track cartridge). Tato verze má odlišné pořadí skladeb, „Dogs“ je rozdělena do dvou částí, naopak „Pigs on the Wing“ spojena do jedné pomocí kytarového sóla Snowyho Whita.
Na CD album poprvé vyšlo v roce 1984, v roce 1994 v digitálně remasterované podobě.

## Seznam skladeb
Texty napsal(i) Roger Waters.
| Strana 1 | Strana 1           | Strana 1        | Strana 1 |
| Pořadí   | Název              | Hudba           | Délka    |
| -------- | ------------------ | --------------- | -------- |
| 1.       | Pigs on the Wing 1 | Waters          | 1:25     |
| 2.       | Dogs               | Gilmour, Waters | 17:03    |

| Strana 2       | Strana 2                    | Strana 2       | Strana 2 |
| Pořadí         | Název                       | Hudba          | Délka    |
| -------------- | --------------------------- | -------------- | -------- |
| 1.             | Pigs (Three Different Ones) | Waters         | 11:25    |
| 2.             | Sheep                       | Waters         | 10:25    |
| 3.             | Pigs on the Wing 2          | Waters         | 1:23     |
| Celková délka: | Celková délka:              | Celková délka: | 41:41    |

## Obsazení
- Pink Floyd:
  - David Gilmour – kytary, baskytara, syntezátor, talk box, zpěv ve skladbě „Dogs“
  - Roger Waters – baskytara, akustická kytara, doprovodná kytara, zpěv
  - Rick Wright – Hammondovy varhany, elektrické piano, piano, synzezátor, vokály
  - Nick Mason – bicí, perkuse
- Snowy White – sólová kytara ve skladbě „Pigs on the Wing“ (pouze ve verzi na osmistopé kazetě)

### Technická podpora
- Brian Humphries – zvukový inženýr
- Storm Thorgerson, Aubery Powell – design
- James Guthrie, Doug Sax – remastering